# Segelfluggelände Leibertingen

i7
i11
i13
Das Segelfluggelände Leibertingen ist ein Segelfluggelände in Leibertingen im Landkreis Sigmaringen in Baden-Württemberg.

## Flugbetrieb
Das Segelfluggelände ist mit einer 930 m langen und 30 m breiten Start- und Landebahn aus Gras (Richtung 10/28) sowie mit einer 250 m langen und 30 m breiten Landebahn für Segelflugzeuge aus Gras (Richtung 28) ausgestattet. Es besitzt eine Betriebszulassung für Segelflugzeuge, Motorsegler und Ultraleichtflugzeuge. Segelflugzeuge starten per Flugzeugschlepp oder Windenstart. Der Halter und Betreiber des Segelfluggeländes ist die Fluggemeinschaft Leibertingen-Meßkirch e. V.

## Einrichtungen
Zum Fuhrpark zählen ein Startwagen (fahrbarer Tower mit hydraulischer Hebevorrichtung), eine 320 PS starke Doppeltrommelwinde, ein Lepo mit hydraulischen Auslegern und elektro-hydraulischer Klinkvorrichtung sowie ein Schlepper mit Seiltrommel.

## Geschichte
Am 20. Mai 1961 erfolgte der erste Flug auf dem Leibertinger Fluggelände, es handelte sich um einen Windenstart eines Segelflugzeugs. Im Jahr 1964 wurde die Flughalle eingeweiht. Im Jahr 1972 wurde der erste Flugtag abgehalten. Zum 1. März 1975 wurde die Fluggemeinschaft Leibertingen durch die Segelflieger der Fliegergruppen Meßkirch und Sigmaringen gegründet. Im Jahr 1976 wurde eine Trommelwinde gebaut. Im Jahr 1980 wurde das erste Flugplatzfest gefeiert. Im Jahr 1984 wurde die unbefristete Geländezulassung für Start- und Landebahn erteilt. Im Jahr 1988 konnte das Richtfest für das Clubheim begangen werden. 2007 wurde das erste Familien-Drachenfest gefeiert. Das Dach der alten Flugzeughalle wurde 2010 saniert und dort eine Photovoltaikanlage mit 250 amorphen Modulen installiert. Sie hat eine Leistung von 30 kW. An einem guten Tag können 150 kWh erzeugt werden.